# David Edwards
 (mars 2015).
Pour les articles homonymes, voir Edwards et David Edwards (homonymie).
David Andrew Edwards, né le 6 avril 1961, est un ingénieur chimiste, professeur de génie biomédical à l'université Harvard aux États-Unis, écrivain, et fondateur du Laboratoire.

## Biographie
Son travail scientifique concerne la recherche et le développement de nouveaux protocoles de médicaments pour traiter les maladies infectieuses dans les pays en voie de développement. Il a publié plus de 70 papiers scientifiques et deux ouvrages dans les domaines des mathématiques appliquées.
Il est le fondateur d’AIR (Advanced Inhalation Research, aujourd’hui Alkermes, Inc.) et de Pulmatrix. Il est aussi le cofondateur de plusieurs organisations à but lucratif ou non lucratif en France, en Afrique du Sud et aux États-Unis, notamment l'organisation caritative non gouvernementale Medicine in Need (MEND) dont le but est de développer de nouveaux traitements et vaccins contre les maladies liées à la pauvreté, notamment la tuberculose. Il a reçu maintes reconnaissances internationales et prix pour son travail scientifique[réf. nécessaire].
Français et américain, David Edwards se partage entre Paris et Boston où il écrit, crée et travaille aussi bien avec des scientifiques que des artistes. Il est l'auteur des trois ouvrages fondateurs du Laboratoire :
- Artscience : Creativity in the Post-Google Generation (Harvard University Press, 2008) décrit l'émergence de la créativité à la frontière de ce qui est conventionnellement perçu soit comme art, soit comme science ;
- le roman Niche (édition Le Laboratoire et ENSBA, 2007), ouvrage bilingue écrit en collaboration avec le romancier américain Jay Cantor et le photographe Daniel Faust, illustre les bases philosophiques des premières expériences du Laboratoire. Les auteurs s'inspirent du processus créatif des deux premières expériences du Laboratoire, la rencontre entre artistes et scientifiques et le réinventent en fiction. Véritable conte philosophique à la Candide, ce roman est un manifeste en faveur du phénomène artscience défendu par Le Laboratoire ;
- Whiff (édition Le Laboratoire et ENSBA, 2007) est le dernier roman de David Edwards, illustré par l’artiste japonaise de manga, Junko Murata. Comme dans son premier roman-catalogue, Niche, dont il a partagé la rédaction avec Jay Cantor, Whiff explore nos façons de rêver et de réaliser nos espoirs en alliant de manière inattendue des méthodes esthétiques et analytiques. S’inscrivant dans une expérience récente au Laboratoire, Whiff raconte un moment d’inspiration du chef français Marx. Saisi par l’éventualité de recréer son illustre cuisine par la science des aérosols, il prépare une expérience d’art culinaire inédite, au sein d’une exposition florale.

En mars 2008, les insignes de Chevalier des Arts et des Lettres ont été remis à David Edwards. Il est membre de l'Académie des technologies.